# Volkswagen ID.4
Volkswagen ID.4 și Volkswagen ID.5 sunt SUV-uri crossover compacte electrice cu baterii produse de Volkswagen.